# Acantuerta thomensis
Acantuerta thomensis är en fjärilsart som beskrevs av Jordan 1904. Acantuerta thomensis ingår i släktet Acantuerta och familjen nattflyn. Inga underarter finns listade i Catalogue of Life.